# Ойген Беєр
Ойген Беєр (нім. Eugen Beyer; 18 лютого 1882, Порліц — 25 липня 1940, Зальцбург) — австрійський і німецький офіцер, генерал піхоти вермахту.

## Біографія
18 серпня 1902 року поступив на службу в кадетом в 31-й піхотний полк. Пройшов офіцерську підготовку і в 1910 році переведений у генштаб. Учасник Першої світової війни, офіцер Генштабу 17-ї піхотної дивізії. Після війни продовжив службу в австрійські армії, командир 6-ї піхотної дивізії (Інсбрук).
Після аншлюсу автоматично перейшов у вермахт. З 1 квітня 1938 по 5 червня 1940 року — командир 18-го армійського корпусу, одночасно до 26 серпня 1939 року — командувач 18-м військовим округом. Помер від раку.

## Звання
- Кадет (18 серпня 1902)
- Лейтенант (1 листопада 1903)
- Обер-лейтенант (1 листопада 1909)
- Гауптман (1 травня 1913)
- Майор (1 листопада 1917)
- Оберст-лейтенант (8 липня 1921)
- Титулярний оберст (1 червня 1924)
- Оберст (24 лютого 1926)
- Генерал-майор (30 вересня 1931)
- Фельдмаршал-лейтенант (22 грудня 1936)
- Генерал піхоти (1 квітня 1938)

## Нагороди
- Ювілейний хрест (1908)
- Бронзова і срібна медаль «За військові заслуги» (Австро-Угорщина) з мечами
- Хрест «За військові заслуги» (Австро-Угорщина) 3-го класу з військовою відзнакою і мечами
- Орден Залізної Корони 3-го класу з військовою відзнакою і мечами
- Військовий Хрест Карла
- Залізний хрест 2-го класу
- Пам'ятна військова медаль (Австрія) з мечами
- Золотий почесний знак «За заслуги перед Австрійською Республікою»
- Хрест «За вислугу років» (Австрія) 2-го класу для офіцерів (25 років) (жовтень 1934)
- Орден Заслуг (Австрія), офіцерський хрест
- Почесний хрест ветерана війни з мечами
- Медаль «За вислугу років у Вермахті» 4-го, 3-го, 2-го і 1-го класу (25 років)